# Siobhan Fallon Hogan
Siobhan Fallon Hogan (ur. 13 maja 1961 w Syracuse) – amerykańska aktorka charakterystyczna i komiczka. Wystąpiła w takich filmach jak Forrest Gump (1994), Faceci w czerni (1997), Negocjator (1998), Kto pod kim dołki kopie... (2003), Małolaty u taty (2003), W starym, dobrym stylu (2017) i Dom, który zbudował Jack (2018).

## Życiorys
Urodziła się w Syracuse w stanie Nowy Jork jako córka Jane (z domu Eagan) i prawnika Williama J. Fallona. Została wychowana jako katoliczka i ma pochodzenie irlandzkie. W 1983 ukończyła Le Moyne College, a dwa lata później uzyskała tytuł magistra sztuk pięknych na The Catholic University of America w Waszyngtonie.
W 1989 zadebiutowała w telewizji w odcinku Comedy Central The Unnaturals. Następnie pojawiła się gościnnie w sitcomie NBC Złotka (The Golden Girls, 1990). Wystąpiła w 20 odcinkach w Saturday Night Live (1991–1992). Wystąpiła również w trzech odcinkach Kroniki Seinfelda (Seinfeld, 1991–1994) jako Tina, irytująca współlokatorka Elaine Benes (Julia Louis-Dreyfus). Wkrótce zaczęła grać w filmach fabularnych. W dramacie muzycznym Larsa von Triera Tańcząc w ciemnościach (2000) z Björk wystąpiła w roli sympatycznej strażniczki więziennej.
Związała się z off-broadwayowskim Atlantic Theatre Company. Wystąpiła na scenie jako Phebe w komedii Williama Shakespeare’a Jak wam się podoba (1992) i jako Vendor w sztuce Szczęście, zryw i cnota (Luck, Pluck, and Virtue, 1995) u boku Neila Patricka Harrisa.
Wyszła za mąż za handlarza towarami Petera Hogana. Mają troje dzieci: Bernadettę, Petera i Sinead.

## Filmografia

### Filmy
- 1994: Sknerus jako Tina McTeague
- 1994: Zawód: dziennikarz jako Lisa
- 1994: Tylko ty jako Leslie
- 1994: Forrest Gump jako Dorothy Harris
- 1996: Striptiz jako Rita Grant
- 1997: Polubić czy poślubić jako Lainie
- 1997: Faceci w czerni jako Beatrice
- 1998: Odkrycie profesora Krippendorfa jako Lori
- 1998: Negocjator jako Maggie
- 2000: Ryzyko jako Michelle
- 2000: Tańcząc w ciemnościach jako Brenda
- 2001: Sądny dzień jako Edwina
- 2002: Wielkie kłopoty jako agent biletowy Fly By Air
- 2003: Małolaty u taty jako Peggy
- 2003: Kto pod kim dołki kopie... jako Tiffany Yelnats
- 2003: Dogville jako Martha
- 2005: Miłosna zagrywka jako Lana
- 2006: Pajęczyna Charlotty jako Edith Zuckerman
- 2007: Funny Games U.S. jako Betsy Thompson
- 2008: Mama do wynajęcia jako nauczycielka rodzenia
- 2010: Za jakie grzechy jako Blanche Gunderson
- 2010: Fred: The Movie (TV) jako Hilda Figglehorn
- 2010: Dorwać byłą jako Teresa
- 2011: Musimy porozmawiać o Kevinie jako Wanda
- 2011: Noc żywego Freda (TV) jako Hilda Figglehorn
- 2012: Fred: Obóz obciachu (TV) jako Hilda Figglehorn
- 2017: W starym, dobrym stylu jako Mitzi
- 2018: Dom, który zbudował Jack jako Claire Miller

### Seriale TV
- 1990: Złotka (The Golden Girls) jako Abby Wolfe
- 1991–1992: Saturday Night Live
- 1991–1994: Kroniki Seinfelda (Seinfeld) jako Tina
- 2000: Prawo i porządek: sekcja specjalna jako Melissa Raye
- 2000: Brygada ratunkowa jako Annette
- 2003: Prawo i porządek: sekcja specjalna jako Linda Leggatt
- 2004: Wołanie o pomoc jako Phyllis Shea
- 2007: Rockefeller Plaza 30 jako Patricia
- 2010: Słoneczna Sonny jako Bella (odcinek Gassie Passes)
- 2011: Kolejny szczęśliwy dzień jako Bonnie
- 2012: Zdaniem Freda! jako Hilda Figglehorn
- 2015–2016: Miasteczko Wayward Pines jako Arlene Moran
- 2016: Skorpion jako Joyce Linehan
- 2017: MacGyver jako Ilene Preskin
- 2017: Amerykańscy bogowie jako pani na lotnisku
- 2018: Billions jako powierniczka
- 2018: Elementary jako Sylvia Kozar
- 2019: Co robimy w ukryciu jako oficer kontroli zwierząt